# تلمبة محمد علي معين وزيري (وكيل أباد)
تلمبة محمد علي معین وزیري (بالإنجليزية: Tolombeh-ye Mohammad Ali Moin Vaziri)‏ هي منطقة سكنية تقع في إيران في قسم وکيل أباد الريفي. يقدر عدد سكانها بـ 21 نسمة .